# Pierre Poujade
Pierre Poujade (Saint-Cére, 1 december 1920 – La Bastide-l'Évêque, 27 augustus 2003) was een Franse populistische politicus naar wie de beweging het poujadisme is vernoemd. Tussen 1953 en 1958 was de door Poujade opgerichte Union de Defense Commercants et Artisans (UDCA) een belangrijke politieke beweging in Frankrijk, die echter in de Vijfde Franse Republiek snel aanhang en invloed verloor.

## Biografie
Poujade werd geboren in Saint-Céré (Lot). Toen zijn vader, een architect, stierf kon zijn familie het schoolgeld niet meer betalen en moest hij van school. Hij vond werk als arbeider, wat hij als een vernedering ervoer. Hij werd al jong lid van de extreemrechtse Parti Populaire Français (PPF) van Jacques Doriot. Van 1940 tot 1942 was hij een aanhanger van de Révolution nationale, de officiële ideologie van het Vichy-regime van Philippe Pétain. Toen de Duitsers Vichy-Frankrijk binnenvielen voegde hij zich bij de Vrije Franse troepen in Algiers.

### Poujadisme
Na de oorlog was Poujade eigenaar van een kantoorboekhandel in Saint-Céré. Op 23 juli 1953 wist hij met ongeveer twintig anderen te voorkomen dat belastinginspecteurs controles uitvoerden bij plaatselijke winkeliers. Dit was het begin van een belastingprotest, eerst in het departement Lot, daarna in Aveyron en uiteindelijk in het hele zuidelijke Centraal Massief. Later dat jaar richtte Poujade de Union de Defense Commercants et Artisans (UDCA) op (Unie ter verdediging van winkeliers en ambachtslui) om de protesten tegen de belastingen beter te organiseren. Deze beweging werd al snel het poujadisme genoemd. De beweging floreerde vooral in de laatste jaren van de Vierde Franse Republiek. Ze gaf uiting aan de economische belangen en grieven van winkeliers en andere eigenaren van kleine ondernemingen die de gevolgen ondervonden van economische en sociale veranderingen.

Een belangrijk terugkerend thema van het poujadisme was de verdediging van de belangen van de gewone man tegen de elites. Het poujadisme verzette zich tegen inkomstenbelasting en prijsbeheersing (een maatregel die door de regering was ingevoerd om inflatie te bestrijden), en tegen industrialisering, urbanisering en modernisering naar Amerikaans model. Dit alles werd gezien als een bedreiging van de identiteit van het rurale Frankrijk. De beweging voerde ook campagne tegen de onafhankelijkheid van Algerije.

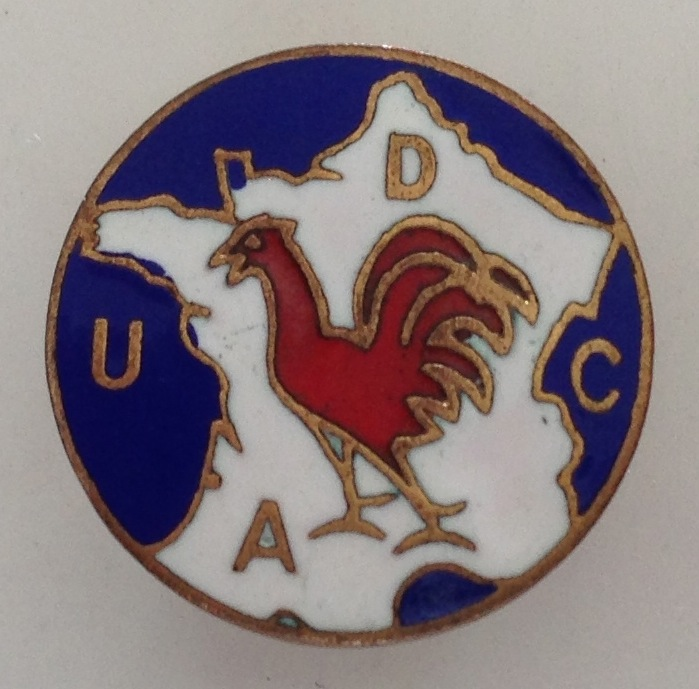
Speldje van de door Poujade opgerichte Union de Défense des Commerçants et des Artisans

Poujade maakte geen geheim van zijn afkeer van Franse joodse politici, in het bijzonder de toenmalige premier Pierre Mendès France, wat hem bij zijn tegenstanders de bijnaam 'poujadolf' opleverde, een verwijzing naar Adolf Hitler.

### Politieke activiteit
In 1955 was de UDCA een krachtige politieke beweging met 400.000 leden. De aanhangers werden aangemoedigd om protest aan te tekenen tegen belastingen en hun tegoeden weg te halen bij staatsbanken. In 1956 kreeg de aan de UDCA verbonden politieke partij Union et Fraternité Française (UFF) bij de parlementsverkiezingen 2,5 miljoen stemmen en 52 van de 595 zetels (Poujade zelf had zich niet verkiesbaar gesteld). Jean-Marie le Pen werd als jongste lid van het parlement gekozen voor de UDCA. Le Pen was op dat moment de leider van de jongerenafdeling van de UDCA.
Met het begin van de Vijfde Franse Republiek onder het presidentschap van Charles de Gaulle verdwenen Poujade en zijn partij grotendeels van het toneel. In 1979 deed de partij nog mee met de Europese verkiezingen maar kreeg minder dan 1% van de uitgebrachte stemmen.
Poujade nam later afstand van Le Pen en verklaarde in 2002 nooit op hem te stemmen.

## Publicaties
- J'ai choisi le combat, 1955
- A L'Heure De La Colère, 1977

- Biblioteca Nacional de España: XX1797095
- Bibliothèque nationale de France: cb11920439d (data)
- Gemeinsame Normdatei: 12499962X
- International Standard Name Identifier: 0000 0000 3482 755X
- Library of Congress Control Number: n85127572
- Nationale Bibliotheek van Israël: 987007592230105171
- Nederlandse Thesaurus van Auteursnamen: 070966370
- SNAC: w66j9tb1
- Système universitaire de documentation: 027080773
- Virtual International Authority File: 9852136
- WorldCat: E39PBJvd6kVqvC4qffbfpF4Dv3